# Vụ tấn công Na Uy 2011
Vụ tấn công Na Uy năm 2011 là các cuộc tấn công khủng bố được phối hợp nhằm tấn công chính phủ, một trại hè chính trị và thường dân ở Na Uy vào thứ Sáu, 22 tháng 7 năm 2011. Vụ đầu tiên là một vụ nổ bom ở Regjeringskvartalet, trụ sở của chính phủ tại Oslo, khoảng 15h26, bên ngoài văn phòng của Thủ tướng Jens Stoltenberg và các tòa nhà chính phủ khác. Vụ đánh bom đã giết chết tám người và làm bị thương nhiều người khác. Vụ tấn công thứ hai xảy ra khoảng hai giờ sau đó tại một trại thanh thiếu niên được tổ chức bởi tổ chức thanh thiếu niên (AUF) của Công đảng Na Uy tại hòn đảo Utøya trong Tyrifjorden, Buskerud. Ít nhất một tay súng vũ trang cải trang như là một cảnh sát nổ súng tại điểm cắm trại, giết chết 69 người tham dự.
Cảnh sát đã bắt giữ Anders Behring Breivik, một người đàn ông Na Uy, 32 tuổi vì đã bắn chết người tại Utøya sau đó buộc tội anh ta cả hai vụ tấn công trên.
Liên minh châu Âu (EU), NATO và một số nước trên thế giới bày tỏ sự ủng hộ của họ đối với Na Uy và lên án các cuộc tấn công.
Mỹ đã lên án "những hành động bạo lực hèn hạ" tại Oslo, trong khi Chủ tịch Hội đồng châu Âu Herman Van Rompuy nói ông "bị sốc nặng bởi những hành động hèn nhát này".